# Publius Dasumius Rusticus
Pour les articles homonymes, voir Rusticus.
Publius Dasumius Rusticus est un sénateur romain du début du IIe siècle, consul éponyme en 119 avec Hadrien.

## Biographie
Il est le fils naturel de Publius Tullius Varro, consul suffect sous Trajan. Il a un frère, Publius Tullius Varro, consul suffect en 127. Sa famille est originaire de Bétique.
Il est adopté par un certain Lucius Dasumius, peut-être le Lucius Dasumius Hadrianus, consul en 93, marié avec Mindia Matidia Minor, fille d'un Lucius Mindius, sénateur de rang consulaire, et de sa femme Salonia Matidia Major.
En l’an 119, il est consul éponyme aux côtés de l'empereur Hadrien.
Lucius Dasumius Tuscus, consul suffect en 152, est a priori son petit-fils paternel.